# Tanac
Tanac je naselje u Republici Hrvatskoj u Sisačko-moslavačkoj županiji, u sastavu općine Jasenovac.

## Zemljopis
Tanac se nalazi južno od Jasenovca na cesti prema Hrvatskoj Dubici. Omeđen je rijekom Savom na sjeveru i Unom na jugu i istoku.

## Stanovništvo
Prema popisu stanovništva iz 2011. godine Tanac je imao 129 stanovnika.
| broj stanovnika |       |       |       | 80    | 135   | 182   | 195   | 175   | 200   | 205   | 189   | 197   | 194   | 159   | 167   | 129   | 95    |
|                 | 1857. | 1869. | 1880. | 1890. | 1900. | 1910. | 1921. | 1931. | 1948. | 1953. | 1961. | 1971. | 1981. | 1991. | 2001. | 2011. | 2021. |